# Bassklarinette
Die Bassklarinette ist ein Holzblasinstrument, der Bass der Klarinettenfamilie. Als transponierendes Musikinstrument klingt sie in tief-B, also eine große None tiefer als notiert. Die Kontrabassklarinette liegt noch eine Oktave, die Subkontrabassklarinette, das tiefste Instrument der Klarinettengattung, zwei Oktaven niedriger.

## Aufbau
Die Bassklarinette wird in der Regel aus Grenadillholz, einfachere Ausführungen auch aus Kunststoff (ABS) gefertigt. Sie besteht aus einem Mundstück, einem ein- oder zweiteiligen S-Bogen aus Metall, einem Ober- und einem Unterstück sowie einem Schallbecher. Der Schallbecher wird in der Regel aus Metall gefertigt, jedoch gibt es neuerdings auch Schallbecher aus Holz, was sich positiv auf den Klang und die Resonanz des Instrumentes auswirkt. Die Bassklarinette wird in der Regel im Sitzen gespielt. Jedoch verfügt sie, ähnlich wie ein Saxophon, auch über eine an der Verbindung zwischen Ober- und Unterstück angebrachte Öse, in die ein Tragegurt eingehängt werden kann (etwa für die Verwendung in der Marschmusik oder für Solisten, die ein Konzert im Stehen spielen wollen). Um die Bassklarinette der Körpergröße der im Sitzen spielenden Musiker anzupassen, ist sie mit einem dem Violoncello ähnlichen, höhenverstellbaren Stachel versehen. Selten sieht man Instrumente mit gewickelter Röhre, die Fagotten ähneln. Einige Hersteller verwenden diese Variante vor allem für Kontrabassklarinetten. Wie alle Klarinetteninstrumente hat sie eine zylindrische Mensur und ein Mundstück mit einfachem Rohrblatt.
Anders als die B-Klarinette, die e (kleine Oktave) (klingend d) als tiefsten Ton hat, können die meisten kurzen Bassklarinetten heute bis zu es (klingend Des) und die langen bis zu c (klingend ‚B (Kontra-Oktave)) spielen. Die obere Grenze des Tonumfangs hängt, wie bei allen Blasinstrumenten, von der Kunstfertigkeit des Bläsers und dem verwendeten Mundstück oder Blatt ab.
Mehr noch als bei der B-Klarinette hat sich bei der Bassklarinette das Böhmsystem durchsetzen können, nicht zuletzt, da Bassklarinetten mit deutschem System (Müller-System) auf Grund der international sehr begrenzten Nachfrage sehr viel teurer sind. Zudem ist das Angebot an Rohrblättern mit deutschem Schnitt sehr gering, als preiswerter Ersatz werden auch die Blätter des Tenorsaxophons verwendet.

## Entwicklung

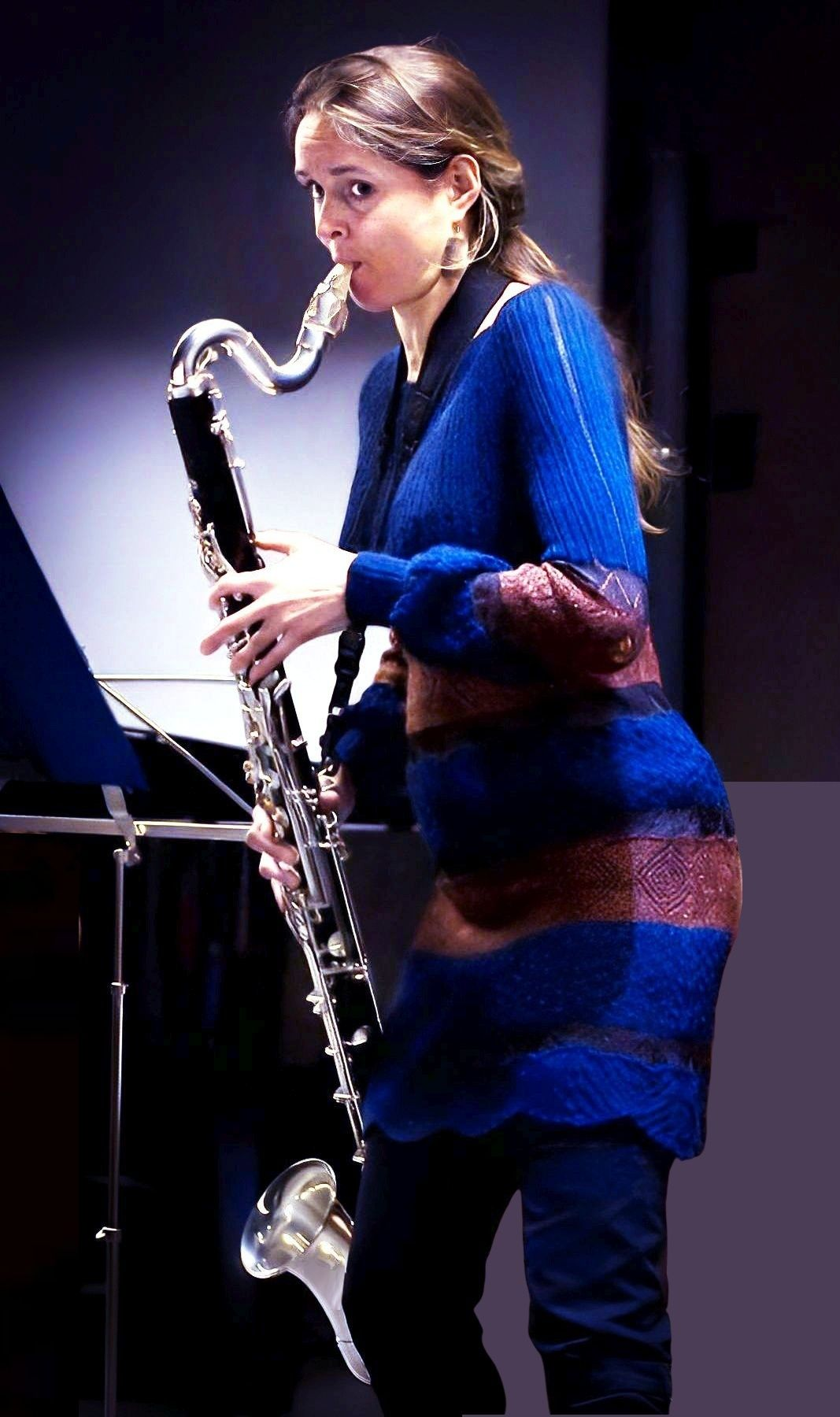
Tara Bouman, 2008

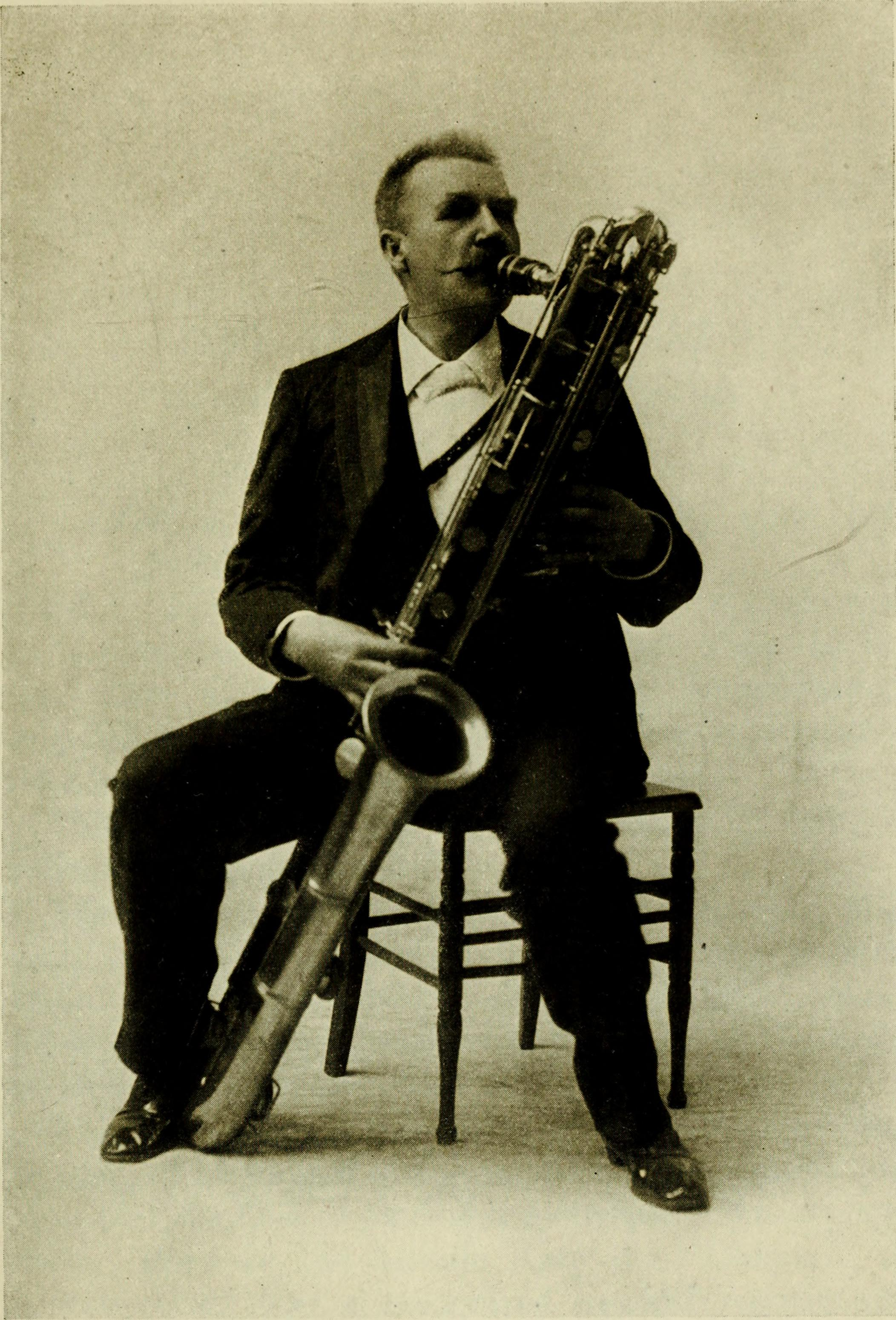
Kontrabassklarinettist (1917).

Der genaue Ursprung der Bassklarinette ist unsicher. Erste Instrumente, die eine Oktave tiefer klingen als die Klarinette, tauchen um 1750 auf. Ein 1770 gebautes Instrument ist im Stadtmuseum München erhalten. 1772 stellt Gilles Lott in Paris ein Instrument vor. Ab 1793 werden in der Werkstatt von Heinrich Grenser Instrumente entwickelt, die eher wie ein Fagott konstruiert sind, ähnlich dem Instrument, das Streitwolf in Göttingen etwas später baut. Andere Instrumente aus der Zeit erinnern an einen Serpent. Erst der belgische Musikinstrumentenbauer Adolphe Sax entwickelt um 1830 die heutige Form der Bassklarinette, die er 1838 zum Patent anmeldet: Die Bassklarinette hat nun eine viel größere Bohrung und keine offenen Tonlöcher mehr, sondern nur noch Klappen, außerdem einen gebogenen S-Bogen und einen geraden oder gebogenen Schalltrichter, wie man ihn heute kennt.

## Verwendung in der Musik
Bassklarinetten werden oft zur Erweiterung des Klangs in kleineren Ensembles eingesetzt, außerdem findet man sie ab 1850 häufig im Symphonieorchester, wo sie zumeist die Bassfunktion ausführen. In der Filmmusik markiert die Bassklarinette oft spannende Stellen. Auch im Jazz und in der Klezmer-Musik wird das Instrument gerne eingesetzt.

### Im Orchester
Im Orchester wird die Bassklarinette meistens vom zweiten oder dritten Klarinettisten als Nebeninstrument gespielt, große Orchester haben manchmal aber auch reine Bassklarinettisten.
Das bekannteste Bassklarinettensolo in der Klassik ist wohl der Tanz der Zuckerfee aus Tschaikowskis Ballett Der Nussknacker, wo die tiefen Töne einen Kontrast zu den glitzernden Höhen der Celesta bilden. Weitere solistische Passagen kann man in einigen Wagner-Opern (vor allem im Tristan und der Walküre) und in der Rhapsodie Espagnole von Maurice Ravel hören. Eine wichtige Rolle spielt die Bassklarinette in den symphonischen Dichtungen von Richard Strauss (z. B. Till Eulenspiegels lustige Streiche) und in praktisch allen Orchesterkompositionen von Gustav Mahler.
Weiterhin ist die Bassklarinette in beinahe allen sinfonischen Blasorchestern besetzt. Hier ist sie in der zeitgenössischen Literatur nicht mehr wegzudenken. Häufig wird ihr mysteriöser Klang in ruhigen Passagen eingesetzt, in Form von langen, ausgehaltenen Tönen. Anders als z. B. auf dem Fagott ist es auf der Bassklarinette sehr viel einfacher möglich, weich und leise auf einem tiefen Ton einzusetzen. Die oktav-freie Obertonreihe der Klarinette tut ihr Übriges, einen geheimnisvollen, entfernten Ton erklingen zu lassen.
Des Weiteren wird ihre hohe Beweglichkeit bis in die tiefe Lage von den Komponisten eingesetzt.

### In der Kammermusik
Vor allem in der Neuen Musik wird die Bassklarinette gelegentlich auch in kleinen Besetzungen eingesetzt. Die bekannteste Verwendung fand sie wohl in Arnold Schönbergs Pierrot Lunaire. Des Weiteren ist die Bassklarinette als Bassinstrument im Klarinettenquartett stets besetzt. In manchen Arrangements kann sie jedoch auch wahlweise durch eine B-Klarinette ersetzt werden. Auch in größeren Klarinettenensembles oder Klarinettenchören ist die Bassklarinette und zum Teil auch die Kontrabassklarinette ein wichtiger Bestandteil des Ensembles. In für diese Ensembles angefertigten Bearbeitungen von Orchesterwerken dient sie als Ersatz für die tiefen Streich- bzw. Blasinstrumente.

### Als Solo-Instrument
Für die Bassklarinette wurde insbesondere im 20. Jahrhundert eine Vielzahl von Solostücken (teilweise mit Klavierbegleitung) komponiert. Diese sind häufig sehr virtuos und außerordentlich schwierig. Sie zeigen, dass die Bassklarinette nicht nur leise, tief und langsam spielen kann.
Von Josef Schelb stammt das erste dreisätzige Konzert, uraufgeführt 1931 von Hans Rosbaud, 1943 vom Komponisten nach dem kriegsbedingten Verlust des Originalmanuskripts rekonstruiert. Ein Stück für Bassklarinette solo mit dem Titel Schattenklänge komponierte Mauricio Kagel 1995 für Harry Sparnaay. Weitere Kompositionen gibt es z. B. von Elliott Carter (Steep Steps, 2001), Dietrich Erdmann (Monolog, 1984), Othmar Schoeck (Sonate für Bassklarinette und Klavier, op. 41, 1931), Olga Neuwirth (Spleen, 1994), Shigeru Kan-no (Otnacca, 1999), Iris ter Schiphorst (Hi Bill, 2005), Léonid Karev (Manteau noir, 2007). Uwe Lohrmann (Solo für Harry Sparnaay, 1979). Zahlreiche Kompositionen regte Harry Sparnaay an. Anders Eliasson integriert in seinem einsätzigen, 1996 entstandenen und 2004 von Bo Pettersson uraufgeführten Konzert für Bassklarinette und Orchester das Soloinstrument ins symphonisch durchgearbeitete Geschehen. Timo Jouko Herrmann zitiert in seinem 2008 für Volker Hemken, den Solo-Bassklarinettisten des Gewandhausorchesters, geschriebenen Concertino L’ombre de Dinorah die sogenannte „Schattenarie“ aus Giacomo Meyerbeers Oper Dinorah ou Le pardon de Ploërmel. Einen wesentlichen Beitrag zur Erweiterung der Sololiteratur für Bassklarinette hat Josef Horák geleistet. 1955 spielte er erstmals ein abendfüllendes Soloprogramm für Bassklarinette und Klavier. Seither wurden über 500 Kompositionen, die für ihn geschrieben oder bearbeitet wurden, von seinem Due Boemi di Praga uraufgeführt. Ehemalige Studenten von Harry Sparnaay, Fie Schouten und Tobias Klein, initiierten (erstmals 2014) das Basklarinet Festijn, ein Festival in den Niederlanden, in dessen Mittelpunkt die Bassklarinette in spezifischen Konstellationen steht; auf dem Festival spielten u. a. Harry Sparnaay, Fie Schouten, Tobias Klein, Louis Sclavis, Ernesto Molinari, Rudi Mahall, Evan Ziporyn, Steffen Schorn, Petra Stump-Linshalm, Oğuz Büyükberber sowie Lothar Ohlmeier.

### Im Jazz
1926 spielte Omer Simeon das erste Jazz-Bassklarinettensolo der Jazzgeschichte in der Nummer Someday Sweethart von Jelly Roll Morton und seinen Red Hot Peppers. Zu Beginn der 1930er Jahre spielte Harry Carney in Duke Ellingtons Arrangements gelegentlich Bassklarinette. Der erste wichtige Solist des Instruments aber war Eric Dolphy, der es als ernstzunehmendes Jazzinstrument etablierte. Seither wird die Bassklarinette oft verwendet, selten aber spezialisieren sich Musiker (wie zum Beispiel Michel Pilz, Rudi Mahall, Claudio Puntin) ausschließlich auf das Instrument, oft wird es als Nebeninstrument von Saxophonisten oder Klarinettisten wie Thomas Savy, David Murray, Bennie Maupin, Gianluigi Trovesi oder Michel Portal gespielt. Bei der Jazz-Version von Layla, die Eric Clapton 1997 auf einigen Jazz-Festivals spielte, ist E-Bassist Marcus Miller an der Bassklarinette zu hören.

## Notation
In manchen Werken (zum Beispiel bei Wagner oder Maurice Ravel) wird auch eine Bassklarinette in A verlangt. Da aber Instrumente in dieser Stimmung heute nicht mehr gebaut werden, muss der Klarinettist, wenn er ein B-Instrument verwendet, die Stimme entsprechend transponieren. Abgesehen von der heute üblichen Notation im Violinschlüssel wurde früher auch der Bassschlüssel verwendet.